# Zhaokang (köpinghuvudort i Kina, Shanxi Sheng, lat 35,72, long 111,25)
Zhaokang är en köpinghuvudort i Kina. Den ligger i provinsen Shanxi, i den norra delen av landet, omkring 270 kilometer sydväst om provinshuvudstaden Taiyuan. Antalet invånare är 27 716. Befolkningen består av 14 076 kvinnor och 13 640 män. Barn under 15 år utgör 20,0 %, vuxna 15-64 år 69 %, och äldre över 65 år 10,0 %.
Runt Zhaokang är det tätbefolkat, med 913 invånare per kvadratkilometer. Närmaste större samhälle är Fencheng, 11,1 km norr om Zhaokang. Trakten runt Zhaokang består till största delen av jordbruksmark.
Genomsnittlig årsnederbörd är 635 millimeter. Den regnigaste månaden är juli, med i genomsnitt 164 mm nederbörd, och den torraste är december, med 3 mm nederbörd.